# Ken Douglas
Kenneth (Ken) George Douglas (Wellington, 15 november 1935 – aldaar, 14 september 2022) was een Nieuw-Zeelands politicus en syndicalist.

## Levensloop
Douglas liep school aan het college te Wellington.
In 1959 werd hij verkozen tot voorzitter van de Wellington Drivers’ Union (WDO) en vervolgens werd hij verkozen tot lokaal secretaris van de New Zealand Federation of Labour (NZFOL) voor het district Wellington. Omstreeks 1960 sloot hij zich aan bij de Communist Party of New Zealand (CPNZ). In oktober 1966 richtte hij samen met George Jackson en Bill Andersen de Socialist Unity Party (SUP) op, een afscheuring van de CPNZ.
In 1979 werd hij aangesteld als secretaris van de NZFOL. Onder zijn bestuur fuseerde de NZFOL in 1987 met de Combined State Unions (CSU) tot de New Zealand Council of Trade Unions (NZCTU), waarvan hij stichtend voorzitter werd. Een functie die hij uitoefende tot aan zijn pensionering in 1999. Hij werd in deze hoedanigheid opgevolgd door Ross Wilson. Daarnaast was hij van 1994 tot 2000 voorzitter van de Asia Pacific Regional Organisation (APRO), de Aziatisch-Oceanische poot van het Internationaal Verbond van Vrije Vakverenigingen (IVVV).
Tevens was hij in de jaren 60 actief als speler van de Titahi Bay Rugby Club, waarvan hij later de coach werd. Ook is hij voorzitter van de Porirua Softbal Club.
Douglas overleed op 86-jarige leeftijd.